# Karl Magnus Wegelius
Karl Magnus Wegelius (Hattula, Tavastia Pròpia, 20 d'agost de 1884 – Croydon, Londres, 9 de desembre de 1936) va ser un gimnasta i tirador finlandès que va competir durant els primers anys del segle xx.
El 1908 va prendre part en els Jocs Olímpics de Londres, on va guanyar la medalla de bronze en la prova del concurs complet per equips.
Dotze anys més tard, als Jocs Olímpic d'Anvers, va disputar fins a deu proves del programa de tir, amb un balanç d'una medalla de plata, dues de bronze i una quarta posició. La plata l'aconseguí en la prova del tir al cérvol, tret simple per equips i les de bronze en rifle militar, 300 metres per equips bocaterrosa i tir al cérvol, doble tret per equips. La quarta posició fou en la prova del rifle lliure, 3 posicions, 300 metres per equips.
El 1924, a París, va disputar els seus darrers Jocs Olímpics, amb la participació en cinc proves del programa de tir i una medalla de bronze guanyada en la prova de la fossa olímpica per equips. A més a més aconseguí una quarta i una cinquena posició en tir al cérvol, tret doble per equips i tir al cérvol, tret simple per equips respectivament.